# Cięgardło
Cięgardło – osada  w Polsce położona w województwie pomorskim, w powiecie kościerskim, w gminie Stara Kiszewa.
Położona w kompleksie leśnym Borów Tucholskich śródleśna osada pogranicza kaszubsko-kociewskiego.
W latach 1975–1998 miejscowość położona była w województwie gdańskim.